# Championnats panaméricains de boxe amateur 2015
Navigation
Édition précédente Édition suivante
La 11e édition des championnats panaméricains de boxe amateur s'est déroulée à Vargas, Venezuela, du 17 août au 22 août 2015. 

## Résultats

### Podiums
| Catégories                  | Or                | Argent                 | Bronze                          |
| Poids mi-mouches (-49 kg)   | Joahnys Argilagos | Joselito Velázquez     | Victor Santillan Nico Hernandez |
| Poids mouches (-52 kg)      | Yoel Finol        | Yosvany Veitia         | Ceiber Ávila David Jimenez      |
| Poids coqs (-56 kg)         | Andy Cruz Gómez   | Hector Luis Garcia     | Jose Diaz Robenilson de Jesus   |
| Poids légers (-60 kg)       | Robson Conceicao  | Lazaro Alvarez         | Jose Rosario Luis Cabrera       |
| Poids super-légers (-64 kg) | Yasniel Toledo    | Danielito Zorrilla     | Artur Biarslanov Luis Arcon     |
| Poids welters (-69 kg)      | Roniel Iglesias   | Alberto Palmeta        | Gabriel Maestre Marvin Cabrera  |
| Poids moyens (-75 kg)       | Arlen Lopez       | Marlon Delgado         | Endri Saavedra Misael Rodríguez |
| Poids mi-lourds (-81 kg)    | Albert Ramírez    | Julio Cesar de la Cruz | Miguel Larrosa Michel Borges    |
| Poids lourds (-91 kg)       | Deivis Julio      | Yamil Peralta          | Juan Nogueira Julio Castillo    |
| Poids super-lourds (+91 kg) | Leinier Perot     | Edgar Muñoz            | Edgar Ramirez Simon Kean        |

### Tableau des médailles
| Place | Pays                   | Médaille d'or, Amérique | Médaille d'argent, Amérique | Médaille de bronze, Amérique | Total |
| ----- | ---------------------- | ----------------------- | --------------------------- | ---------------------------- | ----- |
| 1     | Cuba                   | 6                       | 3                           | 0                            | 9     |
| 2     | Venezuela              | 2                       | 1                           | 5                            | 8     |
| 3     | Brésil                 | 1                       | 0                           | 3                            | 3     |
| 4     | Colombie               | 1                       | 0                           | 1                            | 2     |
| 5     | Argentine              | 0                       | 2                           | 0                            | 2     |
| 6     | Mexique                | 0                       | 1                           | 3                            | 4     |
| 7     | République dominicaine | 0                       | 1                           | 1                            | 2     |
| 7     | Porto Rico             | 0                       | 1                           | 1                            | 2     |
| 7     | Équateur               | 0                       | 1                           | 1                            | 2     |
| 10    | Canada                 | 0                       | 0                           | 2                            | 2     |
| 11    | États-Unis             | 0                       | 0                           | 1                            | 1     |
| 11    | Uruguay                | 0                       | 0                           | 1                            | 1     |
| 11    | Costa Rica             | 0                       | 0                           | 1                            | 1     |
| Total | 13 pays médaillés      | 10                      | 10                          | 20                           | 40    |